# Qué hiciste
Qué hiciste (Spaans voor 'Wat heb je gedaan') is de eerste single door Jennifer Lopez van haar eerste volledige Spaanstalige album Como ama una mujer (2007).

## Tracklist
- Amerikaans-Mexicaanse cd-promotiesingle:

1. "Qué Hiciste" (albumversie) 4:57
2. "Qué Hiciste" (radioversie) 4:31